# فانوس اسکندریه
فانوس ساحلی اسکندریه (به یونانی: ὁ Φάρος Ἀλεξανδρινóς)، (به لاتین: Turris Pharia یا Pharus Alexandrinus) یکی با تلفظی دیگر: فانوس) به معنای چراغ دریایی را برای این نوع ساختمان‌ها و مناره‌هایی که چراغ دریایی بر فراز آن است به کار می‌برند. برج دریایی اسکندریه در زمان پادشاهی جانشین اسکندر، یعنی «بطلمیوس دوم» (۲۴۷ – ۳۰۴ پیش از میلاد) به وسیله معماری به نام «سوستراتوس» ساخته شد.
آنچه تاریخ دربارهٔ ارتفاع برج ذکر کرده‌است باورکردنی نیست. یونانی‌ها می‌گویند در حدود ۲۷۲ متر ارتفاع داشته، ولی اعراب که ۱۰ قرن بعد توانستند قدم به مصر گذارند گفته‌اند بلندای ویرانه برج دریایی اسکندریه به ۱۶ متر می‌رسید. این برج روی پایه‌ای چهارگوش که ۶۹ متر ارتفاع آن بوده از دیواری ۸ ضلعی و ۳۸ متری بالا رفته‌است که برج ۹ متری دیگری روی آن بنا شده‌است که بر فراز برج اخیر فانوس دریایی پرتوافکن بود. فانوس دریایی اسکندریه برفراز برج عظیم آن روشن بوده و این برج تا سده ۱۲ جایگاه فانوس دریایی بوده‌است. در سال ۱۳۷۵ میلادی بر اثر زمین‌لرزه شدیدی که در اسکندریه و سایر نقاط اطراف آن روی داد، برج دریایی اسکندریه زیر و رو شد و از ویرانه‌های آن هم چیزی به دست نیامد.
گفته می‌شود بر روی برج یک آینه غول پیکر نصب بوده‌است.

## تاریخچه ساخت

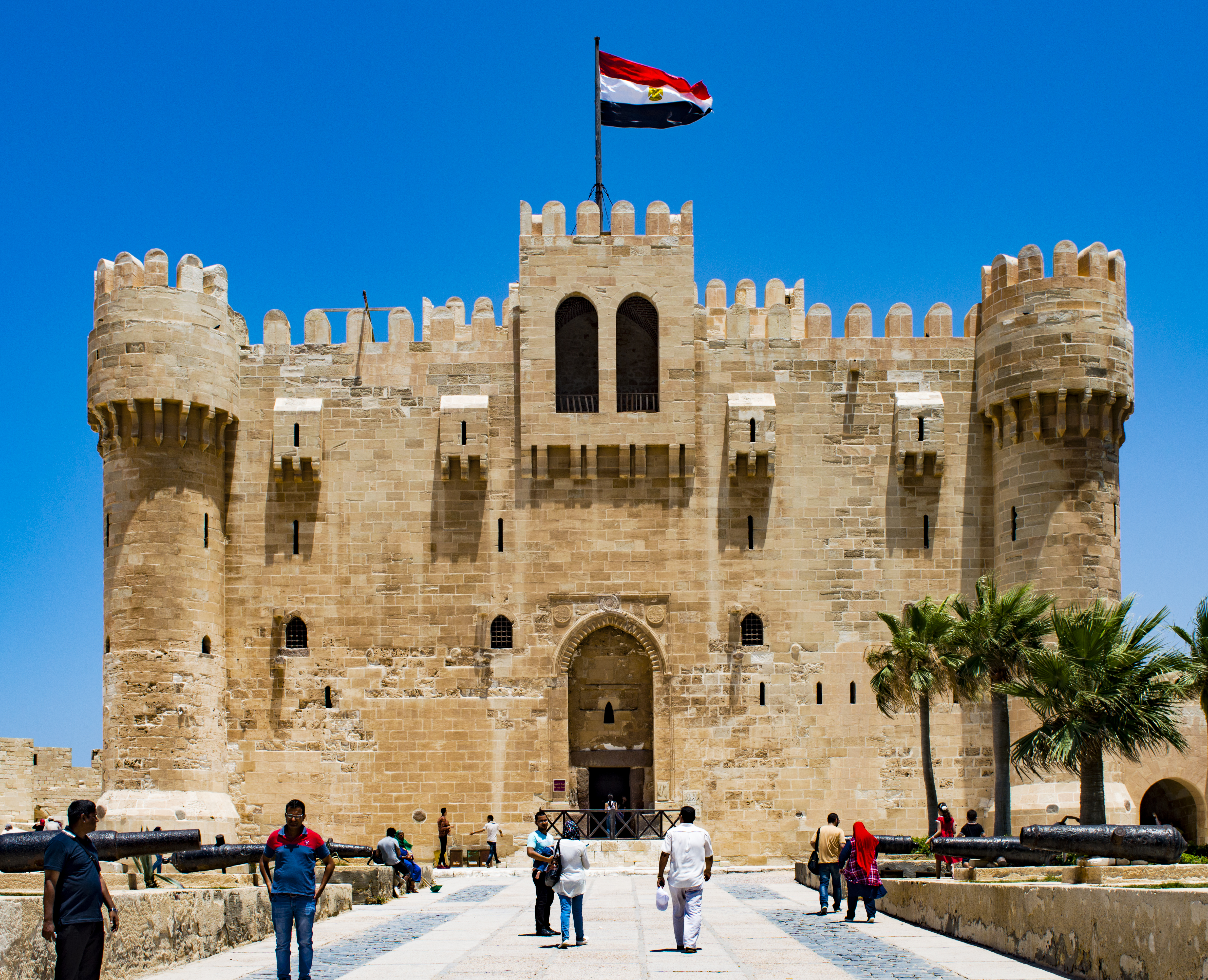
سیتادل یا دژ قایتبای در اسکندریه

یک سال پس از آنکه اسکندر مصر را تسخیر کرد و در پایتخت قدیمی مصر به نام «ممفیس» به عنوان فرعون مصر تاج بر سر نهاد یعنی در ۱۶ آوریل سال ۳۳۱ پیش از میلاد، این فرمانروای جوان که آن هنگام تازه ۲۵ سال سن داشت، طی مراسم جشن و سروری، چهار گوشی به ابعاد (۱۲۵۳×۵۳۷۰ متر) را با قدم، اندازه‌گیری کرد. پشت سر او یک روحانی در جای قدم‌های او آرد جو می‌پاشید. غیبگویی گفته بود که آرد جو، کرامت خدایان را برخواهد انگیخت و خواسته‌های شاه را محقق خواهد کرد؛ زیرا در اینجا، درست در غربی‌ترین نقطهٔ دلتای نیل، قرار بود «اسکندریه»، نخستین بنیان شهری به نام اسکندر (که بعدها باید شهرهای متعددی در خاور نزدیک از پی آن ساخته می‌شدند) تأسیس شود. شاه مقدونی می‌خواست با تأسیس اسکندریه فرهنگ و اقتصاد یونان را در مصر رواج دهد. این شهر باید یک کانون بازرگانی و بندر عمده و مهم می‌شد.
نقشه‌های شهر جدید را اسکندر خود طرح‌ریزی کرده بود. او مکان میدان گردهم‌آیی و مرکز بازرگانی را خود انتخاب کرد. او حتی تعداد و محل پرستشگاه‌ها را معین کرد و مشخص نمود که هر معبد باید ویژهٔ کدام خدا باشد. و بالاخره او دستور داده بود که بر فراز یک صخرهٔ دریایی در کنار جزیرهٔ «فاروس» که در جلوی شهر اسکندریه قرار گرفته بود، یک برج روشنایی بسازند که بزرگتر و بلندتر از تمام برج‌های دریایی باشد که تا آن زمان ساخته شده بود.
اسکندریه آن شد که اسکندر به هنگام بنیادگذاری آن با خود عهد کرده بود. طی مدت کوتاهی اسکندریه تبدیل به شهری شکوفا و پررونق با ۶۰۰٬۰۰۰ تن جمعیت شد که اکثر آنها از مهاجران یونانی، مصریها و یهودیان بودند. اسکندریه مهم‌ترین شهر در دریای مدیترانه شد. اسکندر خود به دیدار «فانوس دریایی» نائل نشد و در سال ۳۲۳ پیش از میلاد یعنی ۲۳ سال پیش از ساختن برج درگذشت.

## معماری برج

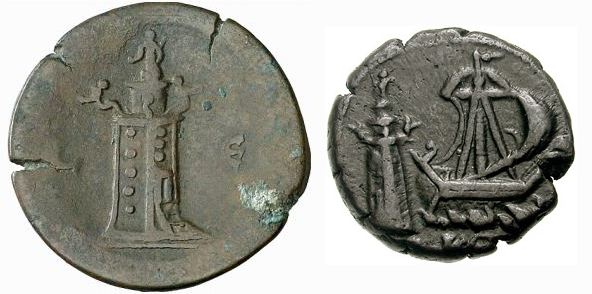
نقش فانوس اسکندریه بر روی سکه‌هایی که در سده دوم میلادی در اسکندریه ضرب شده‌است. ۱: پشت سکه آنتونیوس پیوس، ۲: پشت سکه کومودوس.

ایجاد برج، کار ساختمانی عظیمی بود. بر زیربنایی به طول و عرض ۳۰×۳۰ متر ساختمان چهار گوشه‌ای با زاویه‌های قائم به ارتفاع ۷۱ متر که به سمت بالا، قطر آن کمی کاهش می‌یافت، برافراشته شد. بر روی سکوی فوقانی دومین بخش برج قرار داشت که ساختمانی هشت گوشه به ارتفاع ۳۴ متر بود. بر روی این قسمت باز ساختمانی استوانه‌ای قرار داشت که در آن تأسیسات روشنایی استقرار یافته بود. بر فراز این قسمت استوانه‌ای روی ستونهایی، سقفی گنبدی شکل قرار داشت و در قسمت انتهایی برج بر بالای گنبد تندیس زئوس از ارتفاع ۱۳۰ متری به دریا می‌نگریست.
قسمت زیرین برج به ۱۴ طاق منحنی که همدیگر را می‌پوشانید، تقسیم می‌شد. به دور دیوارهای داخلی سطح شیبداری به طرف بالای برج امتداد داشت. این سطح دارای پهنایی بود که روی آن دو حیوان بارکش به راحتی می‌توانستند پهلوی هم بالا بروند. در میان برج تونلی وجود داشت که از زیرزمین تا اتاق تأسیسات روشنایی امتداد داشت. یک بالابر طنابی می‌توانست مواد و تجهیزات را تا بالاترین طبقهٔ برج حمل کند.
نمای خارجی برج از سنگ مرمر سفید بود. برای ساختمان برج حدود ۸۰۰ تالنت (معادل ۲۰۸۰۰ کیلوگرم نقره) هزینه شده بود. برج اسکندریه احتمالاً مانند تمام نشانه‌های دریانوردی آن زمان در ابتدا به عنوان یک برج دریانوردی برای استفاده در «روز» ساخته شده بود. کشتیها در آن دوران، عصرها پیش از غروب آفتاب همه روزه بندری را می‌یافتند و در آن پهلو می‌گرفتند تا شبها بر روی آب نباشند. به هر حال بندر اسکندریه خارج از انتظار و خیلی سریع شکوفا و پر رفت‌وآمد شد. در بندر داخلی که در دهانهٔ رود نیل واقع می‌شد، غلات و انواع سبزی از درهٔ پربار نیل تخلیه می‌شد؛ در بندر رو به دریا کشتی‌های بزرگ با انواع نوشیدنی از یونان، ادویه از شرق، فلز از اسپانیا و بسیاری کالاهای بازرگانی دیگر از نقاط گوناگون جهان پهلو می‌گرفتند و بارهای خود را تخلیه می‌کردند. آنها مسافر هم با خود می‌آوردند: دانشجویانی که در دانشگاه پیشرفته و نوپای اسکندریه می‌خواستند به آموزش ستاره‌شناسی و فلسفه بپردازند؛ بیمارانی که تندرستی خود را از پزشکان نامدار اهل اسکندریه طلب می‌کردند؛ سیاستمداران و بازرگانان و نیز جهانگردانی که می‌خواستند شهر جدید کنار رود نیل را ببینند و آن را تحسین کنند، نیز به آنجا می‌آمدند.
از اسکندریه در آن زمان بیش از هر چیز دیگر، شیشه، پاپیروس (نوعی الیاف گیاهی که از آن کاغذ می‌ساختند) و کتان صادر می‌شد. چون آمدوشد کشتی‌ها در بندر اسکندریه پرحجم و پرتراکم شد، کشتیها می‌بایست در شب نیز وارد بندر می‌شدند و پهلو می‌گرفتند یا اینکه از بندر خارج و بادبان می‌کشیدند. برای این منظور یک تأسیسات روشنایی قوی در برج ایجاد شد که در آن صمغ درخت و روغن سوزانیده می‌شد. چوب، گران بود و باید وارد می‌شد و فقط برای ساخت خانه و کشتی از آن استفاده می‌شد. این تأسیسات روشنایی، نخستین تأسیسات هدایت نوری در تاریخ کشتیرانی و دریانوردی بود؛ بنابراین برج اسکندریه به معنای واقعی نخستین «برج روشنایی» بود که پدید آمد. نور ایجاد شده را آینهٔ کاو یا مقعری بازمی‌تاباند. گفته می‌شود این نور آنقدر قوی بوده‌است که انسان می‌توانست آن را «تا انتهای جهان!» ببیند. این نورافکن قوی نیز به همراه ساختمان عظیم برج، یکی از دلایلی بوده‌است که فانوس دریایی را بلافاصله پس از پایان ساخت آن در سال ۲۷۹ پیش از میلاد، جزو شگفتی‌های هفتگانهٔ جهان قرار داده‌است.